# Liste der Naturdenkmale in Rheinau (Baden)
| Naturdenkmale | Anzahl |
| ------------- | ------ |
| FND           | 5      |
| END           | 5      |
| Gesamt        | 10     |

Die Liste der Naturdenkmale in Rheinau nennt die verordneten Naturdenkmale (ND) der im baden-württembergischen Ortenaukreis liegenden Stadt Rheinau. In Rheinau gibt es insgesamt zehn als Naturdenkmal geschützte Objekte, davon fünf flächenhafte Naturdenkmale (FND) und fünf Einzelgebilde-Naturdenkmale (END).
Stand: 1. November 2016.

## Flächenhafte Naturdenkmale (FND)
| Name                     | Bild | Kennung     | Einzelheiten  | Position | Fläche Hektar | Datum         |
| ------------------------ | ---- | ----------- | ------------- | -------- | ------------- | ------------- |
| Feuchtgebiet Steinwörth  |      | 83171530005 | Rheinau       | ???      | 0,8           | 27. Juni 1980 |
| Honauer Gießen           | BW   | 83170570009 | Kehl, Rheinau | ⊙        | 2,1           | 8. März 1988  |
| Honauer Gießen           |      | 83171530008 | Rheinau       | ???      | 0,0           | 8. März 1988  |
| „Kiesgrube Wehrhag“      | BW   | 83171530006 | Rheinau       | ⊙        | 5,0           | 8. Nov. 1985  |
| Unterer Gayling          |      | 83171530009 | Rheinau       | ???      | 3,0           | 30. Nov. 1994 |
| Legende für Naturdenkmal |      |             |               |          |               |               |

## Einzelgebilde (END)
| Name                     | Bild | Kennung     | Einzelheiten | Position | Fläche Hektar | Datum         |
| ------------------------ | ---- | ----------- | ------------ | -------- | ------------- | ------------- |
| Dorflinde                |      | 83171530003 | Rheinau      | ???      | 0,0           | 21. Juli 1956 |
| Dorflinde                |      | 83171530004 | Rheinau      | ???      | 0,0           | 19. Okt. 1966 |
| Linde u. Eibe            |      | 83171530007 | Rheinau      | ???      | 0,0           | 28. Okt. 1986 |
| Stieleiche               |      | 83171530001 | Rheinau      | ???      | 0,0           | 21. Juli 1956 |
| Winterlinde              |      | 83171530002 | Rheinau      | ???      | 0,0           | 21. Juli 1956 |
| Legende für Naturdenkmal |      |             |              |          |               |               |